# Hartmut Briesenick

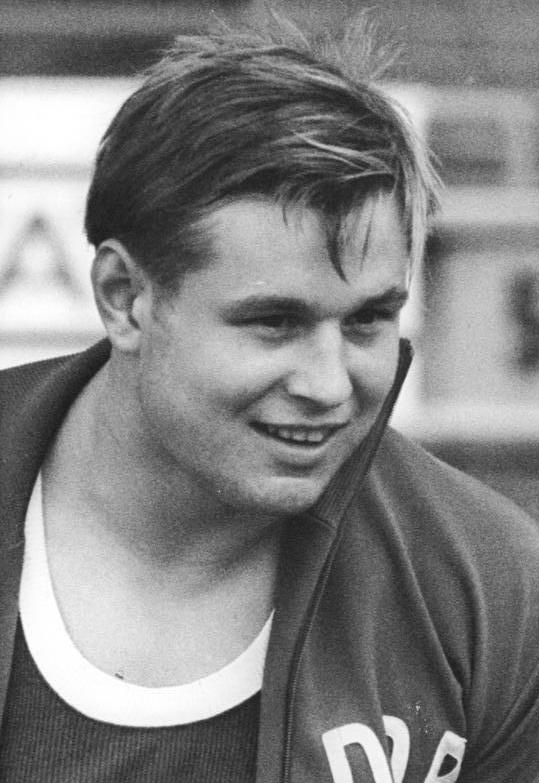
Hartmut Briesenick, 1968

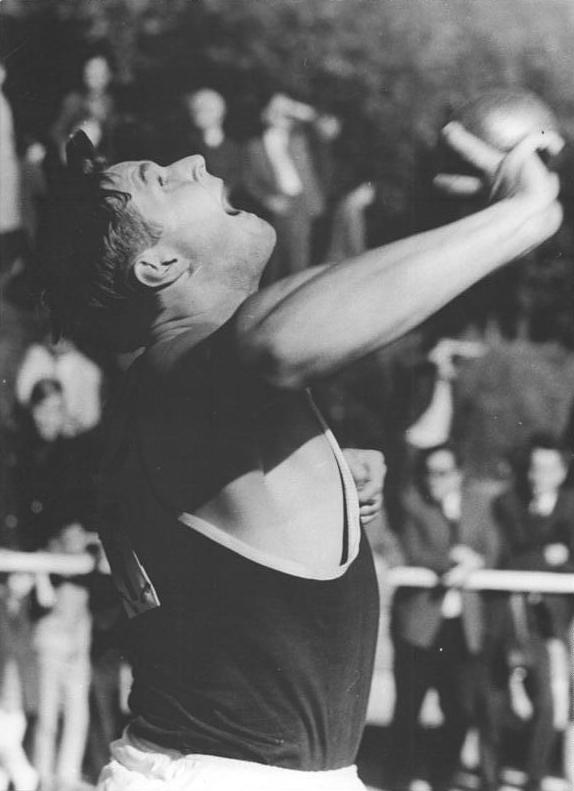
Briesenick 1970 bei den Leichtathletik-Studentenmeisterschaften der DDR

Hartmut Briesenick (* 17. März 1949 in Luckenwalde, Brandenburg; † 8. März 2013) war ein deutscher Leichtathlet, der in den 1970er Jahren – für die DDR startend – zu den weltbesten Kugelstoßern gehörte. Er gewann Bronze bei Olympia und war zweimal Europameister.

## Leben
Briesenick wurde von 1969 bis 1972 viermal in Folge DDR-Meister in der Halle. Im Freien gewann er 1970, 1971, 1973 und 1974. Von 1970 bis 1972 wurde er dreimal hintereinander Halleneuropameister. Seine größten Erfolge sind die Bronzemedaille bei den Olympischen Spielen 1972 in München und die Siege bei den Europameisterschaften 1971 und 1974:
- 1971 – Europameisterschaften: Platz 1 (20,63 – 20,81 – 20,27 – 20,39 – 21,08 m – 20,70)
- 1972 – Olympische Spiele: Platz 3 (20,97 – 20,91 – 21,02 – 21,14 m – 20,61 – 20,54)
- 1974 – Europameisterschaften: Platz 1 (18,50 – 20,26 – 20,06 – 19,92 – 20,50 m – ungültig)

Hartmut Briesenick startete für den SC Dynamo Berlin und trainierte bei Willi Kühl. In seiner aktiven Zeit war er 1,91 m groß und wog 116 kg. In den nach der Wende öffentlich gewordenen Unterlagen zum Doping in der DDR fand sich bei den gedopten Sportlern auch der Name von Briesenick.
1971 und 1974 erhielt Briesenick den Vaterländischen Verdienstorden in Bronze.
1978 beendete er seine Sportlerlaufbahn und arbeitete als Nachwuchstrainer beim SC Dynamo Berlin. Er war 3× verheiratet, mit der Volleyball-Nationalspielerin Marion Riebel, Undine Briesenick (Sohn und Tochter) und der Kugelstoß-Olympiasiegerin Ilona Slupianek (Tochter). Nach der Wiedervereinigung war er für eine Sportausrüstungs-Firma tätig.